# مارينا إقبال
مارينا إقبال (7 مارس 1987 بباكستان - ) هي لاعبة كريكت باكستانية. شاركت في دورة الألعاب الآسيوية 2010. وشاركت مع منتخب باكستان للكريكت.

## وصلات خارجية
- مارينا إقبال على موقع إي آس بي آن كريك إنفو (الإنجليزية)